# نظام الكرماني
نظام الكرماني (ت. 1240 هـ) هو شاعر ومتصوف ، من أهل كرمان.
هو أحمد بن عبد الواحد الكرماني، المعروف بنظام علي شاه، والمتلقّب في شعره بنظام. كان من مريدي مجذوب علي شاه. توفي في كرمان سنة 1240هـ، وقيل سنة 1242هـ.

## آثاره
من آثاره: مثنويه «جنات الوصال» و ديوان شعر.